# Josep Perarnau
Josep Perarnau i Espelt (* 1928 in Avinyó, Katalonien, Spanien) ist ein katalanischer Priester, Theologe und Historiker.
Josep Perarnau studierte Theologie an der Päpstlichen Universität Salamanca, der Universität Rom und der Ludwig-Maximilians-Universität München und wurde Priester in Barcelona. Nach Gründung der Theologiefakultät von Katalonien wurde er zum Direktor des Theologieseminars ernannt, an dem er Geschichtsforschung betrieb.
Perarnau ist Mitglied des Institut d’Estudis Catalans (Institutes für katalanische Studien) und beschäftigt sich insbesondere mit der Geschichte des Mittelalters und mit Manuskripten mittelalterlicher katalanischer Autoren. Als Direktor des Arxiu de textos catalans antics (Archiv alter katalanischer Texte) hat er wichtige Untersuchungen unveröffentlichter Werke von Autoren wie Ramon Llull oder Arnau de Vilanova durchgeführt. Darüber hinaus hat er alle Fälschungen zusammengetragen, die der Inquisitor Nicolau Eimeric im 14. Jahrhundert verwendet hatte, um die vermeintliche Existenz von mehr als 100 Häresien in Ramon Llulls Werk zu beweisen.
1993 verlieh man Perarnau den Serra-d’Or-Kritik-Preis für Forschung, sowie 1996 den Nationalen-Kulturerbe-Preis und 1998 die Narcís-Monturiol-Medaille, letztere beiden durch die Generalitat de Catalunya. Am 28. April 2009 wurde er Ehrendoktor der Universität Barcelona.